# Gillian Wright
Gillian Hambidge, más conocida como Gillian Wright, es una actriz inglesa conocida por haber interpretado a Jean Slater en la serie EastEnders. 

## Carrera
En el 2003 apareció como invitada en las series médicas Doctors, Casualty y Holby City donde dio vida a Candice Holloway.
El 16 de diciembre de 2004 se unió al elenco principal de la popular serie británica EastEnders donde interpretó a la  divertida Jean Slater, hasta ahora. Gillian se fue brevemente el 13 de enero de 2011 sin embargo regresó el 29 de marzo del mismo año, su última aparición fue el 17 de septiembre de 2013 después de que su personaje decidiera irse de Walford para comenzar una nueva vida con su novio Ollie Walters. En mayo del 2014 se anunció que Gillian regresaría brevemente a la serie ese mismo año.
En el 2005 interpretó a Yvonne en un episodio de la popular serie británica Coronation Street.
En el 2007 interpretó a Jaren Dugan en un episodio de la sexta temporada de la exitosa y aclamada serie de espías Spooks.

## Filmografía

### Series de televisión
| Año           | Título                                     | Personaje           | Notas                                     |
| ------------- | ------------------------------------------ | ------------------- | ----------------------------------------- |
| 2004-presente | EastEnders                                 | Jean Slater         | 639 episodios                             |
| 2007          | Spooks                                     | Karen Dugan         | episodio # 6.2                            |
| 2006          | The Bill                                   | Sharon Little       | 3 episodios                               |
| 2006          | Silent Witness                             | Dra. Angeline Parry | episodio "Terminus: Part 1"               |
| 2006          | Dalziel and Pascoe                         | Pat Richardson      | 2 episodios                               |
| 2005          | Coronation Street                          | Yvonne              | episodio # 1.6116                         |
| 2004          | Heartbeat                                  | Barbara Simner      | episodio "Scent of a Kill"                |
| 2003          | Doctors                                    | Carol               | episodio "The Time Is Right"              |
| 2003          | Holby City                                 | Candice Holloway    | episodio "Can't Always Get What You Want" |
| 2003          | Casualty                                   | Amber Stevens       | episodio "The Ties That Bind"             |
| 2002          | Sir Gadabout, the Worst Knight in the Land | Niñera              | -                                         |
| 1994          | ChuckleVision                              | Mrs. Stone          | episodio "Mind Over Marrow"               |

### Películas
| Año  | Título         | Personaje      | Notas                                                       |
| ---- | -------------- | -------------- | ----------------------------------------------------------- |
| 2003 | Calendar Girls | Novia de Eddie | junto a George Costigan, Philip Glenister & Geraldine James |

### Teatro
| Año  | Obra                     | Personaje         | Director | Teatro                      | Notas                   |
| ---- | ------------------------ | ----------------- | -------- | --------------------------- | ----------------------- |
| 2016 | How The Other Half Loves | Mary Featherstone | -        | Theatre Royal Haymarket     |                         |
| 2013 | Cinderella               | Hada Madrina      | -        | Gordon Craig Theatre        |                         |
| 2011 | Dick Whittington         | Hada Madrina      | -        | Aylesbury Waterside Theatre | junto a Jonathan Wilkes |
| -    | Jumping the Waves        | -                 | -        | Arc Theatre                 | junto a Jill Halfpenny  |

## Premios y nominaciones
| Año  | Categoría                                        | Premio                     | Serie      | Resultado |
| ---- | ------------------------------------------------ | -------------------------- | ---------- | --------- |
| 2019 | Best Female Dramatic Performance                 | British Soap Award         | EastEnders | Ganadora  |
| 2013 | Best Soap Actress                                | TV Choice Award            | EastEnders | Nominada  |
| 2012 | Best Actress                                     | Inside Soap Award          | EastEnders | Ganadora  |
| 2011 | Funniest Performance                             | Inside Soap Award          | EastEnders | Nominada  |
| 2006 | Soaps and Continual Drama (junto a Lacey Turner) | Mental Health Media Awards | EastEnders | Ganadores |